# USS LST-52
O USS LST-52 foi um navio de guerra norte-americano da classe LST que operou durante a Segunda Guerra Mundial.